# トリス(8-キノリノラト)アルミニウム
トリス(8-キノリノラト)アルミニウム (tris(8-hydroxyquinolinato)aluminium) は、アルミニウム金属と3つの8-キノリノール配位子の二座配位による錯体であり、有機ELパネルの発光材料である。一般にAlq3と略され、mer体とfac体の幾何異性体が知られている。
この化合物は8-キノリノールとアルミニウム(III)との反応によって得られる。
{\displaystyle {\ce {Al^{3+}\ + 3C9H6NOH -> Al(C9H6NO)3\ + 3H^+}}}
Alq3は最初の有機EL (OLED) デバイスの素子として知られており、キノリン環に様々な置換基を導入した化合物のルミネッセンス特性が広く研究されている。